# Venta d'Urbasa
Venta d'Urbasa (Urbasako Benta en basc) és una localitat del municipi de Deierri (Navarra). Està al ras de la serra d'Urbasa al costat de la carretera NA-718 que creua la serra. Consta d'un palau abandonat i d'una església en ús.
Està despoblada almenys des de 1981.

## Patrimoni
- Palau d'Urbasa o del Marquès d'Andia: Palau construït a la fi del segle xvii per Fernando Ramírez de Baquedano, segon marquès d'Andia, que ostentava la jurisdicció civil i criminal a les muntanyes d'Urbasa i Andia. Actualment es troba en estat d'abandó i està subjecte a vandalisme.[1]
- Església dels Franciscans.